# Potiaete maculata
Potiaete maculata là một loài bọ cánh cứng trong họ Cerambycidae.